# Luis Pulido Hurtado
Luis Pulido Hurtado (Bogotá, 1958) es un compositor, flautista y pedagogo colombiano asociado a la música postserial, ganador en 1994 y 1995 del Premio Nacional de Composición de Colcultura y en 2006 del Premio Nacional de Composición otorgado por el Ministerio de Cultura Colombiano. Fue alumno de los maestros Jesús Pinzón Urrea y Franco Donatonni.

## Biografía
Ha escrito música de cámara (Laberinto, 1982), para ballet (Las novias de Papel, 1996), un gran número de obras para orquesta, y música incidental para teatro (Edipo Rey, 1984) y cine (Los Presagios de León Prozac, 2000; La Boda del Acordeonista, 1985, música merecedora del premio Círculo Precolombino en el Festival de Cine de Bogotá en 1986).
Hizo parte desde 1990 de la junta directiva del desaparecido Festival Internacional de Música Contemporánea de Bogotá y en algunas ocasiones fue su director artístico. En 2006, la Sala de Conciertos de la Biblioteca Luis Ángel Arango en Bogotá, con el apoyo del Banco de la República de Colombia, le dedicó un concierto monográfico dentro del ciclo Retratos de un compositor.
Actualmente es profesor de composición en la Universidad de los Andes.